# Ken Kay
Kenneth Kay (9 tháng 3 năm 1920-1986) là một cầu thủ bóng đá người Anh thi đấu ở Football League cho Mansfield Town.